# Alabak Island
Alabak Island (englisch; bulgarisch остров Алабак ostrow Alabak) ist eine in ost-westlicher Richtung 1,35 km lange und 0,67 km breite, größtenteils vereiste und hügelige Insel in der Barilari-Bucht an der Graham-Küste des Grahamlands auf der Antarktischen Halbinsel. Von der Welingrad-Halbinsel trennt sie 4,74 km südöstlich des Vorweg Point und 11,15 km südwestlich des Duyvis Point eine 500 m breite Meerenge.
Britische Wissenschaftler kartierten sie 1971. Die bulgarische Kommission für Antarktische Geographische Namen benannte sie 2014 nach einem Gebirgskamm im Süden Bulgariens.